# Antankarana
Gli Antankarana  (detti anche Antankaraña, Antakaragna, Tankarana) sono una piccola tribù di allevatori e agricoltori del Madagascar, che vivono nella parte settentrionale dell'isola, a nord del fiume Sambirano. Gli appartenenti a questa etnia sono circa 92.000 e rappresentano l'1 % della popolazione malgascia. Il nome Antankarana in lingua malgascia significa "quelli delle rupi".

## Storia
Le origini degli Antakarana vengono fatte risalire al XII secolo, epoca in cui un gruppo di migranti Antalaotra ("quelli del mare"), un popolo swahili proveniente dalla costa africana, si stabilì sulla costa nord-orientale del Madagascar. A questo gruppo originario si unì, nel corso del XVI secolo, un gruppo della aristocrazia Sakalava, anch'essi di discendenza Antalaotra. Verso la fine del XVII secolo, un discendente di questo secondo gruppo, Andriantsirotra, instaurò il regno degli Antankarana, dando origine alla dinastia degli Zafimbolafotsy. Agli inizi del XIX secolo il re dei Merina, Radama I, sottomise gli Ankarana, annettendo i loro territori al Regno del Madagascar.
Una parte degli Ankarana tuttavia continuò ad opporsi alla autorità dei Merina, rifiutando di assumerne i costumi e le credenze. Tale divisione perdurò sino alla indipendenza del Madagascar. L'ultimo successore degli Zafimbolafotsy, Tsimiaro III, è salito al trono nel 1982 ed ha la sua sede ad Ambilobe.

## Economia
Le principali risorse economiche del popolo Antankarana sono l'agricoltura, l'allevamento e la pesca.

## Lingua
L'idioma antakarana (o tankarana) è uno dei dialetti della lingua malgascia, appartenente alla famiglia delle lingue maleo-polinesiane del gruppo Barito.